# كأس أيرلندا الشمالية 1978–79
كأس أيرلندا الشمالية 1978–79 (بالإنجليزية: 1978–79 Irish Cup)‏ هو موسم من كأس أيرلندا. كان عدد الأندية المشاركة فيه  16، وفاز فيه نادي كليفتونفيل.